# Grail Erzsi
Tordai/Torday Grail Erzsi/Erzsébet Veronika (Torda, 1862. március 11. – Budapest, 1945. június 12.) tanítónő, szavalóművész.

## Életpályája
Szülei: Grail Károly és Hitner Janka voltak. Először a nagyszebeni apáczáknál tanult. A kolozsvári tanítóképzőt végezte el. 1881–1884 között megszerezte a polgári iskolai tanítói oklevelet Budapesten, Zirzen Janka keze alatt. Beiratkozott a színiiskolába is, de tanulmányai befejezésére nem volt pénze. 1885-ben Nagyváradon vállalt tanítói állást. 1888-ban lemondott tanítói állásáról, s Bécsbe ment színművészetet tanulni. 1889-ben megválasztották a Coburger Vortragverband előadójának. 1897-ben, Budapesten az Erzsébet Nőiskola polgári tanítónőképzőben előadóművész tanszéket biztosított számára, hogy külföldi előadásait megtarthassa. 1923-ban nyugdíjba vonult. 1931-ben Budapesten élt.
Ausztriában és Németországban mint előadó- és szavalóművész, hosszabb turnét tett, mindenütt a magyar irodalmat és költészetet népszerűsítette. Ő maga is fordított németre verseket Arany Jánostól, Gyulaitól, Tompa Mihálytól és Szász Károlytól.

## Művei
- Blüther der ungarischen Dichtkunst (Berlin, 1890)
- A tél tündére. Játék versben (Zene: Gáll Anna; Budapest, 1898)
- Erzsébet és Hungária (Drámai költemény, Budapest, 1899)
- A kereszt (Budapest, 1903, 1917)
- Dr. Gyógykúti Elvira med. univ (Tréfás jelenet; Budapest, 1906, 1912)[6]
- A nap szakai (Vezér- és szövegkönyv; Budapest, 1907)
- A tudományok ábécéje. Allegórikus játék versben (Budapest, 1907)
- Iskolai és családi ünnepélyekre alkalmas költemények (Összeállította; Budapest, 1911-1912)
- Villásyné villájában (Bohózat 1 felvonásban, Budapest, 1911)
- Virágálom (2. kiadás; Budapest, 1911)
- Noé galambjai. Allegórikus játék versben (Budapest, 1911)
- Hungária leányai a hazáért. Allegórikus életkép (Budapest, 1914)
- Honmentők (Budapest, 1914)
- Bornemisza Nusi egy órai uralma (vígjáték, Budapest, 1915)
- Boldog Marillac Lujza koszorúja (Budapest, 1920)